# Стицьковський Юрій Альфредович
Юрій Альфредович Стицьковський (нар. 19 серпня 1962, Одеса) — український комік, а пізніше режисер, сценарист і продюсер. Колишній актор комік-трупи «Маски», керівник і ведучий програми «Каламбур».

## Ранні роки
Закінчив середню школу з золотою медаллю, потім Одеський політехнічний інститут за спеціальністю «акустика» з червоним дипломом. Після інституту він займався розробкою комп'ютерних програм психологічної підтримки, будучи начальником відповідного відділу. Проте один зі співробітників вкрав розробки і емігрував в Ізраїль.
Потім працював у іллічівському морському порту, хотів ходити в плавання. Але одного разу він відправився в Ленінград зі своїми друзями (акторами): Олексієм Агопьяном і Дмитром Шевченком, де вступив до Ленінградської державної академії театрального мистецтва. Не подаючи документів у приймальну комісію, він пройшов три тури співбесід, після чого офіційно виявив бажання навчатися за спеціальністю «режисер естради». Негаразди з документами були вирішені.

## Кар'єра в театрі
Закінчивши театральний виш, повернувся в Одесу, де з деякими артистами відкрив свій театр. Репертуар був складений з музично-романтичних вистав. У 1990 році невдачі не дали проекту розвинутися. Надходили творчі пропозиції з-за кордону, але він не захотів залишати театр.

## «Солодке життя» та«Маски»
У 1992 році комедійний дует «Солодке життя» (Стицьковский і Агопьян) вливаються в одеську комік-трупу «Маски». Також дует відзначився в популярному в українського глядача «Шоу довгоносиків».

## «Каламбур»
У 1995 році «Солодке життя» вийшла зі складу «Масок» і об'єдналася з клоун-групою «Магазин Фу» (Тетяна Іванова, Сергій Гладков і Вадим Набоков). Новий колектив з 1996 року почав знімати власний журнал «Каламбур».
Юрій Стицьковский виступав як центральна фігура в цій телепередачі: він і вів її, і ставив скетчі, і сам виконував кілька ролей, найвідоміші з яких: рокер (Бар «Каламбур»), кухар (Бар «Каламбур»), командор (Круте піке) і майор фон Швальцкопф (Залізний капут).

## Діяльність після «Каламбуру»
На початку 2000-х років Юрій Стицьковский брав участь у гумористичних проектах «Комедійний квартет» та «Комедійний коктейль». Поставив ситком «Дружна сімейка», де також грав роль начальника головного героя. Продовжує акторську і режисерську діяльність.

## Пупсня
З 10 вересня 2007 року, напередодні парламентських виборів, на українському каналі ТЕТ виходила інформаційно-аналітична передача «Пупсня», автором і продюсером якої став Стицковський. Концепція передачі полягала в тому, що ляльки відомих українських політиків (Віктор Ющенко, Віктор Янукович, Юлія Тимошенко та ін) під наглядом ляльки Савіка Шустера грали в ток-шоу на кшталт «Свободи слова».

## Сім'я
Перша дружина Евеліна Бльоданс — відома акторка, учасниця комік-трупи «Маски». Одружилися в 1993 році, після 7 років спільного життя. Але шлюб тривав півроку.
Друга дружина — Ірина Козир, була виконавчим продюсером тележурналу «Каламбур». Одружився в 1995 році. 22 травня 2002 року у Юрія народився син Микола.

## Фільмографія

### ТБ
- 1992—1995 — Маски-шоу (актор),
- 1995—1997 — Джентльмен-шоу (актор)
- 1996—2001 — Каламбур (актор, режисер, сценарист)
- 2000—2002 — Комедійний квартет (актор, режисер, сценарист і продюсер)
- 2002—2003 — Комедійний коктейль (актор, режисер, сценарист і продюсер)
- 2004 — Маленькі історії великого міста (сценарист, продюсер)
- 2003—2005 — Дружна сімейка (актор, режисер, сценарист і продюсер)
- 2007 — Пупсня (актор, режисер, сценарист, продюсер)
- 2011 — Йохан і Марія (актор, режисер, сценарист і продюсер)

### Акторські роботи в кіно
- 2001—2004 — Дружна сімейка — Василь Степанович Вольський
- 2006 — Щастя за рецептом — музикознавець
- 2007 — Вечірня казка — Міша Лісовий
- 2007 — Один в Новорічну ніч — Едуард Веніамінович
- 2007 — Коханий за наймом — Іван
- 2008 — Самотній янгол — Аркадій
- 2012 — Одеса-мама — Колдибін

### Режисерські роботи в кіно
- 2006 — Один в Новорічну ніч
- 2007 — Вечірня казка[3]
- 2007 — Коханий за наймом
- 2007 — Ти завжди будеш зі мною?
- 2007 — Світла з того світу
- 2008 — Дурна зірка
- 2008 — Самотній ангел
- 2009 — Йохан да Марья